# SUNRISE (小柳ゆきのアルバム)
『SUNRISE』（サンライズ）は、2007年3月21日にワーナーミュージック・ジャパンから発売された小柳ゆき7枚目のオリジナル・アルバム。

## 解説
前作『i'll be Travelin' Home』より約2年半ぶりの新作。

## 収録曲
1. Sunrise(5:23)
  - 作詞：小柳ゆき　作曲・編曲：AYA SUEKI
  - NHKドラマ『柳生十兵衛七番勝負 最後の闘い』主題歌
  - 小柳はこの楽曲について「自分が今、思うことを歌詞に表した楽曲で、書きたくとも書けずにいた曲であり、一人の歌手としてステップアップしていく上で重要な曲になると思います。」と語っている[2]。
2. La VITA(4:59)
  - 作詞：H.U.B　作曲：小松清人　編曲：前嶋康明
  - テレビ東京「水曜ミステリー9」エンディングテーマ
3. GATE4(4:51)
  - 作詞：小柳ゆき　作曲：AYA SUEKI　編曲：Gabber
  - 19thシングルC/W
4. Cpt. KIDD Intro(0:53)
  - 編曲：Gabber
5. Cpt．KIDD(3:32)
  - 作詞・作曲：小柳ゆき　編曲：Papillon
  - 小柳初の作曲作品[3]。
6. GIRLS’FIGHTS(4:30)
  - 作詞：小柳ゆき　作曲：papillon・RIA・森山フラミンゴ　編曲：Papillon
7. Not Satisfied(3:52)
  - 作詞：青山紳一郎　作曲：papillon・RIA・森山フラミンゴ　編曲：Papillon
8. Fair Wind(5:08)
  - 作詞：Satomi　作曲・編曲：コモリタミノル
  - 19thシングル
  - 2006年度競艇CMソング
9. 最後に記憶を消して(4:49)
  - 作詞：YOON SARA・鈴木しげき　作曲：MAD SOUL CHILD　編曲：Pacific Coast Recordings
  - 18thシングル
10. Prelude to Suicide(5:48)
  - 作詞・作曲・編曲：日比野則彦
11. 誓い < Gabber's hands up remix>(6:44)
  - 20thシングルのリミックス
12. Bossa With Me!(1:06)
  - 編曲：目木とーる
13. Rock With Me!(4:27)
  - 作詞：小柳ゆき/作曲・編曲：AYA SUEKI
  - 20thシングルのC/W
14. Mother Figure(3:21)
  - 作詞：青山紳一郎　作曲・編曲：papillon
15. Ironic(4:20)
  - 作詞：小柳ゆき　作曲・編曲：papillon
16. One in a million(4:54)
  - 作詞：藤林聖子　作曲・編曲：山路敦
  - 後に26thシングルとしてシングルカット
  - 2007年度競艇CMソング
17. 誓い(4:27)
  - 作詞・作曲：大智　編曲：前嶋康明
  - 20thシングル
  - 2006年競艇CMソング